# 英國皇家盲人協會
英國皇家盲人協會（英語：Royal National Institute of Blind People，縮寫：RNIB）是一家英國慈善機構，為英國近200萬的視力障礙者提供資訊、支援和建議。

## 歷史
RNIB由本身也有視力問題的醫生湯瑪斯·阿米塔基成立。
1868年，阿米塔基成立「British and Foreign Society for Improving Embossed Literature for the Blind」（英國和外國盲人浮凸文書改進協會），之後成為「British and Foreign Blind Association」（英國和外國盲人協會）。1875年，维多利亚女王成為協會的首個贊助人。
RNIB於1948年獲頒皇家特許狀，並於1953年改名為「Royal National Institute for the Blind」。2002年引入會員制，並改名為「Royal National Institute of the Blind」。2007年6月改為現名「Royal National Institute of Blind People」。

## 組織
RNIB是一個全國性組織，其分會橫跨全英國，總部位於倫敦。
2008年10月，RNIB與盲人行動組織達成協議，將一些在英格蘭的服務合併。新的措施於2009年4月開始施行，盲人行動組織成為RNIB的附屬慈善機構。

## 外部連結
- 官方网站